# Кяру (волость)
Кяру (эст. Käru) — бывшая волость в Эстонии в составе уезда Рапламаа.

## Положение
Площадь волости — 214,91 км², численность населения на 1 января 2012 года составляла 606 человек.
Административный центр волости — посёлок Кяру. Помимо этого на территории волости находилось ещё 8 деревень.

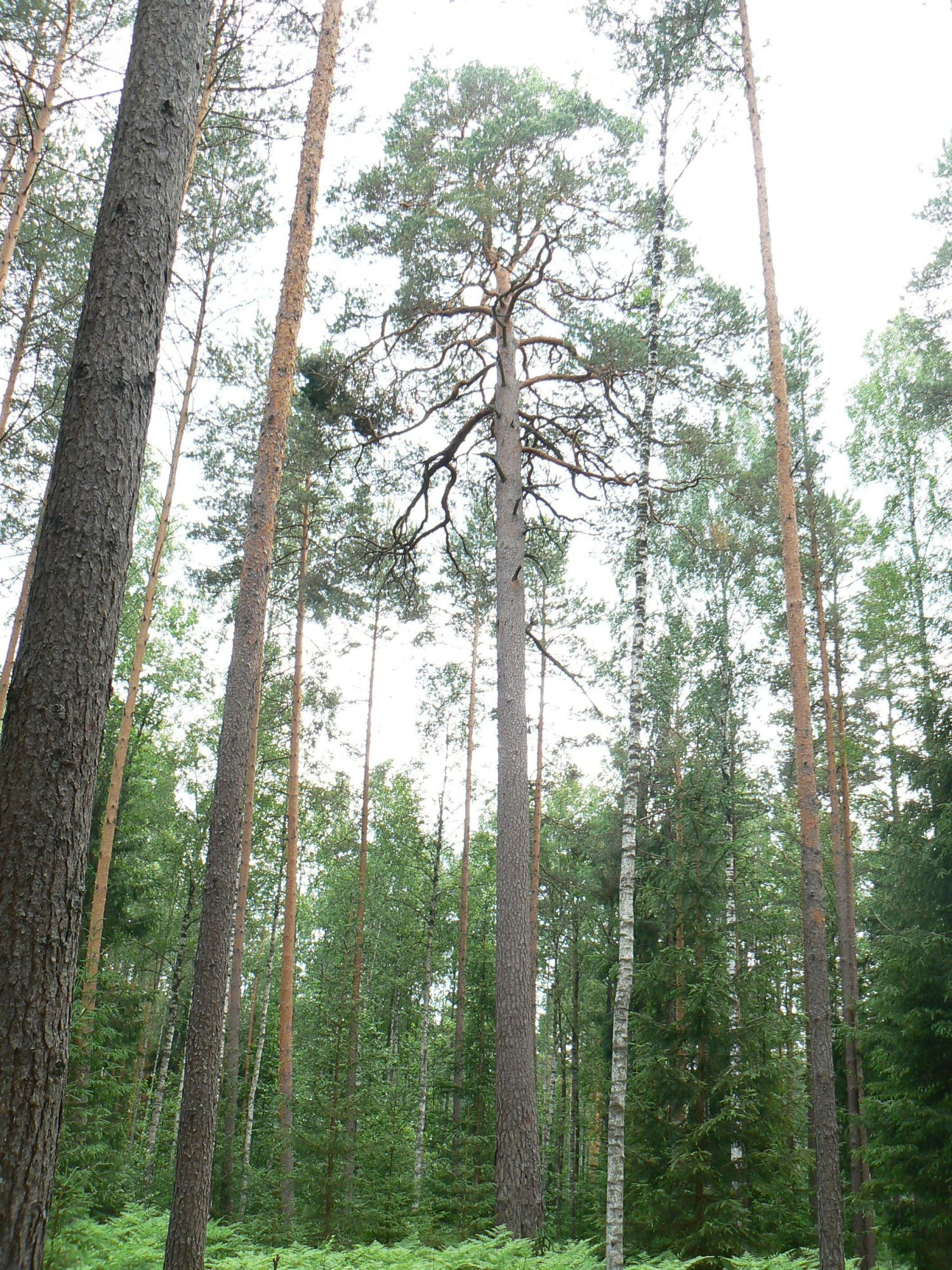
Старая сосна Пидапа в 2011 году.

## История
В ходе административной реформы 2017 года в волость была включена в состав волости Тюри, входящей в уезд Ярвамаа.